# Munții Iudeei
Munții Iudeei (ebraică: הרי יהודה‎ „Harei Yehuda”, arabă: جبال الخليل‎ Jibal al-Khalil „Munții Hebronului”) (alte denumiri: Dealurile Iudeei sau Dealurile Hebronului) sunt o entitate geografică din Cisiordania și centrul Israelului.
Denumirea de „Munții Iudeei” provine de la seminția lui Iuda, una din cele 12 seminții ale lui Israel, care a ,după tradiția biblică, a primit aceste pǎmânturi dupǎ pǎrǎsirea Egiptului și cucerirea de cǎtre israeliți a teritoriului Canaan.
Munții Iudeei sunt traversați de o linie a Căilor Ferate Israeliene, care pleacă din Beit Șemeș, trece peste râul Nahal Sorek din valea Refaim și merge pânǎ spre Ierusalim. În prezent este în aplicare un plan de dezvoltare a regiunii munților Iudeeii.
Din punct de vedere politic, teritoriul munților se aflǎ sub controlul parțial al statului Israel, dar și al administrației Cisiordaniei.
Munții Iudeei sunt alcătuiți, în special, din roci de calcar și dolomit. O mare parte din ei formează Deșertul Iudeei.
De obicei, ei sunt divizați în trei părți:
- în nord - Munții Beit El (Betil), cu vârful Har Baal Hatzor, înalt de 1016 m deasupra nivelului mării;
- în centru - Munții Ierusalimului, zona cea mai scundă, având înălțimea maximă de 918 m;
- în sud - Muntele Hebron, cu vârful Halhul, înalt de 1026 m deasupra nivelului mării.

Localitățile cele mai importante din Munții Iudeei sunt Ierusalim, Beitar Ilit, Hebron, Betleem, Ramallah și Maale Adumim.
În anul 1965 Israelul a creat parcul național al Munților Iudeei pe o arie de 2,600 hectare, concentrată în Munții Ierusalimului. Suprafața parcului nu este continuă, ea divizându-se în mai multe arii mai mici în Har Haruah, Har Haagana și Nahal Refaim, și într-o arie mai mare în formă de potcoavă, care înconjoară dinspre vest așezările Beit Meir și Shoresh.

## Geografie
Munții Iudeei formează o barieră naturală între șesurile litoralului mediteranean Shfelá, la vest, și Depresiunea tectonică a Iordanului la est.
În antichitate ei au fost acoperiți de păduri dese.

## Geologie și preistorie
Sunt alcătuiți din soluri de tip terra rossa, acoperind roci sedimentare precum calcar, cretă, silex, și dolomit.
În aceasta regiune se extrage piatra de construcție cunoscută ca „Piatra de Ierusalim”.  Munții Iudeei sunt expresia la suprafață a unei serii de cutări monoclinale care s-au produs de-a lungul Țării Israelului (Palestina de vest) de la nord spre nord-vest.
Cutarea este expresia centrală a centurii Arcului Sirian de cutare anticlinală care a început în Cretacicul târziu în nord-estul Africii si sud-vestul Asiei. Arcul Sirian se întinde de la est la nord-est trecând prin Peninsula Sinai și continuă spre Siria. Segmentul israelian trece paralel cu Falia Mării Moarte aflată mai la est.
În timpurile preistorice trăiau în zona Levantului animale ca elefanți, rinoceri,girafe și bivoli indieni, care au dispărut aici cu totul
Lanțul muntos are o topografie carstică, pe cuprinsul lui găsindu-se și o peșteră cu stalactite în Parcul Național Nahal Sorek  dintre Ierusalim și Beit Shemesh, precum si aria in jurul asezarii Ofra, unde s-au găsit fosile de floră și faună preistorică.

## Izvoarele din Munții Iudeei
În Munții Iudeei, în partea lui centrală, se află circa 70-80 izvoare care curg pe straturi impermeabile și se caracterizează printr-un debit anual redus.
În vechime apa lor era de foarte bună calitate.
Din  perioada Primului Templu și până la începutul secolului al XX-lea, în absența unor mijloace de pompare și transport, aceste izvoare au servit drept principală sursă de apă si in jurul lor se concentrau așezările umane și terenurile agricole     
Pentru a folosi apa acestor izvoare pentru băut și sisteme de irigație, locuitorii s-au ajutat de mijloace precum tuneluri adânci și canale (pentru izvoarele cu debit mai restrâns), rezervoare de suprafață sau subterane pentru acumulare și utilizare pentru perioade scurte, și terenuri în terase cu
sisteme de conducere a apei din bazine de acumulare spre terenurile agricole.
În epoca modernă și-au pierdut însemnatatea și majoritatea  au fost abandonate. O parte mică din ele au fost restaurate și folosite în prezent în scopuri de turism, ceremonii și meditații în natură.
Săteni arabi palestinieni, ce de exemplu din așezările Wadi Fukin,Walaja,Batir etc din apropierea zonei Mate Yehuda, folosesc inca izvoare pentru irigații tradiționale în munca agricolă.

## Transporturi
O linie feroviară leagă Beit Shemesh de-a lungul râului Nahal Sorek și a Vaii Refaim cu gara Malha din Iersualim.